# Embajada de España en Croacia
La Embajada de España en Croacia es la máxima representación legal del Reino de España en la República de Croacia. 

## Embajador
El actual embajador es Juan González-Barba Pera, quien fue nombrado por el gobierno de Pedro Sánchez el 29 de marzo de 2022.

## Misión diplomática
El Reino de España concentra su actividad diplomática en la Embajada ubicada en Zagreb creada en 1993. Además, España tiene dos consulados honorarios en el país ubicados en Dubrovnik y Split.

## Historia
Croacia ha sido un territorio que ha ido incluyéndose en otros estados desde que perdió la independencia en el año 1102 del entonces Reino de Croacia. Tras la dominación húngara (1102-1527) y su inclusión dentro de los dominios de Habsburgo (1527-1868); Croacia se constituyó en un reino autónomo de Austria-Hungría hasta 1918. A partir de esa fecha se unió a otros territorios eslavos para formar Yugoslavia (denominación desde 1929).
Con la Segunda Guerra Mundial (1939-1941), la invasión ítalo-alemana de Yugoslavia propició la creación del Estado Independiente de Croacia, proclamado el 10 de abril de 1941. Aunque oficialmente fue un reino con un soberano en la figura de Tomislav II de Croacia de la Casa de Saboya —primo segundo del rey de Italia Víctor Manuel III de Italia—, pero éste no poseía en realidad ningún poder y nunca visitó Croacia, por lo que abdicó el 31 de julio de 1943. El verdadero gobernante del nuevo Estado fue Ante Pavelić, que regresó con las tropas italianas de su exilio el 13 de abril de 1941. Respecto a sus relaciones con España, el gobierno de Francisco Franco, alineado con las potencias del Eje, reconoció al estado croata y mantuvo representación diplomática entre 1941 y 1944.
Tras la reincorporación de Croacia a Yugoslavia, ya como estado comunista, las relaciones al más alto nivel quedaron congeladas hasta 1977 cuando el gobierno español estableció una misión diplomática en Belgrado. Las Guerras Yugoslavas, y dentro de esta la que afectó a Croacia entre 1991 y 1995 propició la independencia de Croacia. A partir de este momento las relaciones entre España y Croacia son buenas. Las relaciones de estos dos países vienen definidas principalmente por la membresía de ambos a la OTAN y a la Unión Europea.

## Demarcación
Croacia era un territorio integrado en el Austria-Hungría y desde 1918 en Yugoslavia y, por tanto, las relaciones se hacían a través de la Embajada española de Yugoslavia. Tras la independencia del país balcánico de la Antigua Yugoslavia, las relaciones diplomáticas entre España y Croacia, 9 de marzo de 1992, las relaciones pasaban a través de la Embajada española en Hungría durante el periodo 1992-1993, hasta que el gobierno español estableció una misión permanente en el país europeo.